# Nationalliga B (Unihockey) der Frauen
Die Nationalliga B ist die zweithöchste Spielklasse im Schweizer Unihockey.

## Teilnehmer
- UH Lejon Zäziwil
- Hot Chilis Rümlang-Regensdorf
- UHC Waldkirch-St. Gallen
- Floorball Uri
- Unihockey Aergera Giffers
- Unihockey Basel Regio
- UH Appenzell
- UC Yverdon
- UHC Nesslau Sharks
- UHC Visper Lions